# رهوة العنبوب (ردفان)

تعديل مصدري - تعديل

رهوة العنبوب هي إحدى قرى عزلة الحبيلين بمديرية ردفان التابعة لمحافظة لحج، بلغ تعداد سكانها 39 نسمة حسب تعداد اليمن لعام 2004.